# Kanton Albestroff
Albestroff is een voormalig kanton van het Franse departement Moselle. Het kanton maakte deel uit van het arrondissement Château-Salins.
Op 22 maart 2015 zijn de kantons van arrondissement Château-Salins samen met zeven gemeenten van het kanton Verny gefuseerd tot het kanton Saulnois, dat daardoor het gehele arrondissement omvat.

## Gemeenten
Het kanton omvatte de volgende gemeenten:
- Albestroff (hoofdplaats)
- Bénestroff
- Bermering
- Francaltroff
- Givrycourt
- Guinzeling
- Honskirch
- Insming
- Insviller
- Léning
- Lhor
- Lostroff
- Loudrefing
- Marimont-lès-Bénestroff
- Molring
- Montdidier
- Munster
- Nébing
- Neufvillage
- Réning
- Rodalbe
- Torcheville
- Vahl-lès-Bénestroff
- Vibersviller
- Virming
- Vittersbourg